# 拉凱鄉

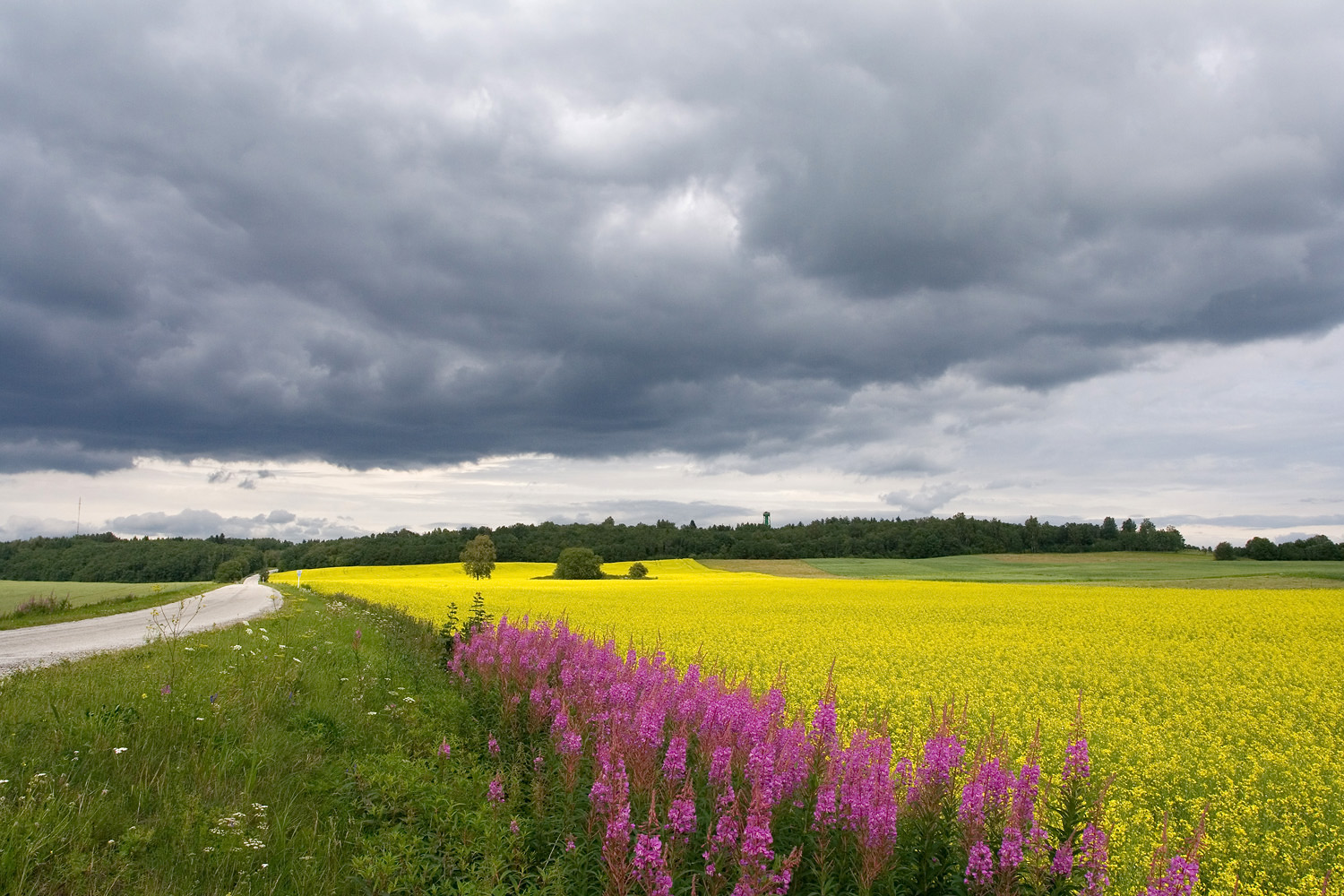

拉凱鄉，曾是愛沙尼亞西維魯縣的一個鄉村型市镇，位於該國北部，行政中心設於拉凱，面積226平方公里，2006年人口1,924，人口密度每平方公里8.5人。
2017年爱沙尼亚行政改革后，拉凯市镇并入小馬爾亞市鎮。
58°58′54″N 26°15′16″E / 58.98167°N 26.25444°E